# Karel Kachyňa
Karel Kachyňa (Vyškov, 1 mei 1924 – Praag, 12 maart 2004) was een Tsjecho-Slowaaks filmregisseur.
In 1951 was Kachyňa een van de eerste afgestudeerden aan de Praagse filmschool FAMU. Samen met Vojtěch Jasný draaide hij documentaires, voordat hij in 1956 als filmregisseur debuteerde met Ztracená stopa. Veel films van Kachyňa ontstonden samen met de scenarist Jan Procházka. Kachyňa behoorde tot een generatie liberale regisseurs in de jaren 60, waar ook Miloš Forman en Jiří Menzel toe worden gerekend. De films van Kachyňa handelen dikwijls over de psychologische problemen van jonge mensen.

## Filmografie
- 2003: Cesta byla suchá, místy mokrá
- 2002: Kožené slunce
- 2001: Otec neznámý
- 1999: Hanele
- 1998: Tři králové
- 1995: Fany
- 1994: Kráva
- 1994: Prima sezóna
- 1992: Městem chodí Mikuláš
- 1991: Poslední motýl
- 1989: Vlak dětství a naděje
- 1988: Blázni a děvčátka
- 1999: Oznamuje se láskám vašim
- 1987: Kam, pánové, kam jdete?
- 1987: Duhová kulička
- 1986: Dobré světlo
- 1986: Smrt krásných srnců
- 1983: Sestřičky
- 1982: Fandy, ó Fandy
- 1982: Velký případ malého detektiva a policejního psa Kykyna
- 1981: Počítání oveček
- 1981: Pozor, vizita!
- 1980: Cukrová bouda
- 1979: Lásky mezi kapkami deště
- 1979: Zlatí úhoři
- 1977: Čekání na déšť
- 1977: Setkání v červenci
- 1977: Smrt mouchy
- 1975: Bratři
- 1975: Malá mořská víla
- 1975: Škaredá dedina
- 1975: Robinskonka
- 1974: Horká zima
- 1974: Pavlínka
- 1973: Láska
- 1973: Legenda
- 1972: Vlak do stanice Nebe
- 1971: Tajemství velikého vypravěče
- 1970: Ucho
- 1970: Už zase skáču přes kaluže
- 1969: Směšný pán
- 1968: Vánoce s Alžbětou
- 1967: Noc nevěsty
- 1966: Kočár do Vídně
- 1965: Ať žije republika
- 1964: Vysoká zeď
- 1963: Naděje
- 1963: Závrať
- 1962: Trápení
- 1961: Pouta
- 1960: Práče
- 1959: Král Šumavy
- 1958: Čtyřikrát o Bulharsku
- 1958: Město má svou tvář
- 1958: Tenkrát o Vánocích
- 1957: Mistrovství světa leteckých modelářů
- 1957: Pokušení
- 1956: Křivé zrcadlo
- 1956: Ztracená stopa
- 1954: Dnes večer všechno skončí
- 1954: Stará čínská opera
- 1954: Z čínského zápisníku
- 1953: Lidé jednoho srdce
- 1952: Neobyčejná léta
- 1950: Není stále zamračeno
- 1950: Vědeli si rady
- 1950: Za život radostný